# 小寺武四郎
小寺 武四郎（こでら たけしろう、1912年7月9日 - 2004年7月23日）は、日本の経済学者。第10代学校法人関西学院院長、元関西学院大学学長および経済学部教授。
専門は金融論、国際金融論。日本金融学会第5代会長。
大日本紡績（後のユニチカ）社長・小寺源吾の四男。
実弟はユニチカ社長を務めた小寺新六郎。元関西学院高等商業学部教授・小寺敬一は叔父。

## 経歴
- 1912年 兵庫県神戸市葺合区熊内町に生まれる。
- 1932年 関西学院中学部卒業、関西学院大学予科入学
- 1934年 関西学院大学予科卒業、関西学院大学商経学部入学
- 1937年 関西学院大学商経学部卒業
- 1938年 京都帝国大学経済学部へ関西学院の委託生となる（1942年3月まで）
- 1939年 関西学院大学商経学部助手となる
- 1942年 関西学院大学商経学部講師（「東亜金融論」担当）
- 1946年 関西学院大学経済学部講師（「国際金融論」ほか担当）
- 1946年 経済学部助教授
- 1952年 経済学部教授
- 1958年 経済学博士の学位を受ける
- 1959年 神戸大学大学院経済学研究科講師も務める（以後、不連続ながら継続）
- 1969年 関西学院大学学長代行（～1970年まで）
- 1970年 関西学院大学学長（～1974年まで）
- 1974年 文部省大学設置審議会委員（～1976年まで）
- 1978年 再び関西学院大学学長（～1981年まで）
- 1981年 関西学院大学を停年退職、関西学院大学名誉教授の称号を受ける
- 2004年 肺炎のため死去（92歳）

## 主要著作

### 著書
- 『国際通貨論――国際決済の諸問題』、関書院、1957年
- 『金融論入門』、東洋経済新報社、1969年
- 『私立大学とその財政』、大学問題叢書4、日本私立大学連盟、1979年
- 『ケインズと賃金・雇用・利子』、有斐閣、1980年
- 『国際金融論入門』、東洋経済新報社、1985年
- 『ケインズ経済学と金融』、日本経済評論社、1989年
- 『1980年代の金融と経済』、日本経済評論社、1992年
- 『1990年代の金融と経済』、日本経済評論社、2000年

### 共訳書
- （汐見三郎、大前朔郎と共訳）H・ゴードン・ヘイズ『消費・貯蓄・雇用』、東洋経済新報社、1953年
- （安部栄造と共訳）I・V・チャンドラー『貨幣理論入門』、関書院、1958年

### 監訳書
- （町永昭五、内橋吉朗、山崎誉雄共訳）J・アッシュハイム『金融政策の理論』、東洋経済新報社、1964年
- （原正治、中園史彦、奥野博幸共訳）R・L・ハーン『特別引出権と開発金融』、日新書房、1973年
- （春井久志、久保田哲夫、土井省悟共訳）H・ロバート・ヘラー『国際金融経済論』、東洋経済新報社、1979年

### 書評
- 佐波宣平著『再保険の発展』、商学論究、第17号、1939年
- 西藤雅夫著『保険学新論』、商学論究、第26号、1942年
- J・R・ヒックス著『景気循環論』、経済学論究、第5巻1号、1951年
- 田中金司著『金本位制の回顧と展望』、経済学論究、第6巻4号、1953年
- 安田信一著『貨幣本質論序説』・新庄博著『貨幣論』、経済学論究、第7巻4号、1954年
- イーゴン・ゾーメン著『自由為替レート――理論と論争』、金融ジャーナル、1963年
- 矢尾次郎著『貨幣的経済理論の基本問題』、経済学論究、第16巻4号、1963年
- 「国際流動性に関するハロッドとハンセンの新著」、経済学論究、第19巻4号、1966年
- 則武保夫、藤田正寛編『現代金融論の新傾向』、国民経済雑誌、第130巻6号、1974年
- 田中金司先生喜寿記念論文集編集委員会編『現代金融論』、経済学論究、第29巻1号、1975年
- 「経済学者の三つのタイプ」（柴田敬著『転換期の経済学』書評）、評論、1979年

## 記念出版
- （小寺武四郎博士古希記念出版）内橋吉朗編『金融の理論と実際』、春秋社、1984年